# F-lok (el)
F-lok var en serie ellok i Sverige som tillverkades mellan 1942 och 1949.

## Historik
På 1930-talet behövdes ny och snabb dragkraft på Västra stambanan. På prov beslutade SJ att beställa tre så kallade "ramverkslok" med fyra drivande axlar lagrade i huvudramen samt två fritt lagrade löpaxlar i var sin löpaxelboggi. F 601 fick högspänningsreglering med 28 steg, F 603 fick högspänningsreglering med 40 steg, medan F 602 fick lågspänningsreglering med 62 spänningssteg. Loken har fyra motorer med hålaxeldrivning och fick en utväxling på 31:104. Största tillåtna hastighet är 135 km/h vilket motsvarar ett motorvarvtal på 1570 varv/minut.  Loktypen var en lyckad konstruktion och gick i trafik till 1983. Mot slutet tjänstgjorde de som lokaltågslok då Rc-loken tog över F-lokens trafikuppgifter.
F-loket räknas också till "brunloken" och hade den ursprungliga nummerserien 601-603, 621-632, 694-702.
Förebilden för F-loket var Deutsche Reichsbahns Gesellschaft (DRG) snälltågslok E18, där ASEA fick utveckla ett lok efter dessa mått. E18 byggdes av AEG och började levereras 1935 till DRG. 1939 beställde SJ tre lok (601-603) av ASJ Falun, Motala Verkstad och NOHAB. De första serieloken (621-) byggdes av NOHAB i Trollhättan med elektrisk utrustning från ASEA.
Littera "F" har tidigare använts av Statens Järnvägar (SJ) till två andra loktyper, bägge ånglok. För att särskilja dessa brukar det elektriska F-loket i järnvägskretsar benämnas "El-F".
Tre lok av denna typ finns idag bevarade, ett på Järnvägsmuseet i Gävle, två exemplar hos Stockholms kultursällskap för ånga och järnväg.
|                           | F                     |                       |
| ------------------------- | --------------------- | --------------------- |
| Allmänt                   |                       |                       |
| Land                      | Sverige               | Sverige               |
| Status                    | prototyp              | serie                 |
| Operatör                  | SJ                    | SJ                    |
| Tillverkningsår           | 1942                  | 1945–1949             |
| Pris (2010 nivå)          | cirka 10,9 mkr        | xx,x mkr              |
| Antal tillverkade         | 3 st                  | 21 st                 |
| Tillv el del              | Asea                  | Asea                  |
| Tillv mek del             | Nohab/ASJ/Motala      | Nohab                 |
| Axelföljd                 | 1'Do1'                | 1'Do1'                |
| Vikt                      | 101,6...102,0 t       | 102,2 t               |
| Stax                      | 17,2...17,3 t         | 17,3 t                |
| Max dragkraft             | 203 kN                | =>                    |
| Sth                       | xxx km/h              | 135 km/h              |
| Korg                      |                       |                       |
| Lös                       | 15 200 mm             | 15 230 mm             |
| Höjd fälld strömavtagare  | x xxx mm              | x xxx mm              |
| Korgbredd                 | x xxx mm              | x xxx mm              |
| Koppeltyp                 | skruvkoppel           | skruvkoppel           |
| Utvändig yta              | slät plåt             | slät plåt             |
| Utvändig färg             | brun                  | brun                  |
| Löpverk                   |                       |                       |
| Spårvidd                  | 1 435 mm              | 1 435 mm              |
| Axelavstånd               | 2 030 + 2 640 + 2 030 | 2 030 + 2 800 + 2 030 |
| Hjuldiameter drivhjul     | 1 530 mm              | 1 530 mm              |
| Hjuldiameter löphjul      | 980 mm                | 980 mm                |
| Primärfjädring            | xxxxx                 | xxxxx                 |
| Sekundärfjädring          | xxx                   | xxx                   |
| Broms                     | blockbroms            | blockbroms            |
| Min horisontell kurvradie | (okänd)               | (okänd)               |
| Elektrisk utrustning      |                       |                       |
| Kontaktledningsspänning   | 15,0 kV               | 15,0 kV               |
| Kontaktledningsfrekvens   | 16 2/3 Hz             | 16 2/3 Hz             |
| Max kont effekt (*)       | 2,58 MW               | 2,58 MW               |
| Drivmotorbet              | xxxxx                 | xxxxx                 |
| Max tågvärme              | ?                     | 450 A 982 V           |

* = osäkert om mätmetod ("timeffekt" anges, vilket motsvarar tysk "Toppeffekt")